# Erana James
Erana James (Whangarei, em 16 de fevereiro de 1999) é uma atriz Neozelandesa. Ela é mais conhecida por seu papel como Toni Shalifoe na série da Prime Video, The Wilds. A série foi lançada em 11 de dezembro de 2020.

## Vida pessoal
Erana James, de descendência Māori, nasceu em 16 de fevereiro de 1999 em Whangārei, Nova Zelândia, onde cresceu em uma fazenda. Ela morou lá com sua família antes de se mudar para Wellington aos 10 anos de idade.  Erana estudou na escola Wellington Girl's College e aos 14 anos ela fez um curso profissional de atuação no Rata Studios. Mais tarde, ela se formou em Bacharel de Artes na Te Herenga Waka- Victoria University of Wellington. Erana pertence ao grupo Māori, que consiste em indígenas polinésios que migraram para Nova Zelândia. Seus pais são Kenvin Waki James e Jackie James e seu irmão, Ethan James.

## Carreira
Erana fez sua estreia na televisão em 2015 no show The Sons of Liars, no qual fez o papel de Bria. Em 2017, ela apareceu no show de comédia Lucy Lewis Can't Lose  como Jess e estreiou o filme The changeover como Laura Chant. Mais tarde, ela apareceu nas séries de televisão, Golden Boy (2019), My Life is Murder (2019)  e Playing for Keeps (2019). Em 2020, ela foi escalada para o papel de Toni Shalifoe na série The Wilds. A série foi renovada para uma segunda temporada.

## Filmografia
| Ano  | Título                | Função        | Notas                         |
| ---- | --------------------- | ------------- | ----------------------------- |
| 2015 | Sons of Lairs         | Bria / Bri    | Papel principal               |
| 2017 | Lucy Lewis Can't Lose | J'ess         | 5 episódios                   |
| 2017 | The Changeover        | Laura Chant   | Filme                         |
| 2019 | My Life Is Murder     | Juliana Lloyd | Episódio: "Old School"        |
| 2019 | Golden Boy            | Kahu          | Papel principal (temporada 1) |
| 2019 | Playing for Keeps     | Samira        | 2 episódios                   |
| 2020 | The Wilds             | Toni Shalifoe | Papel principal               |
| 2025 | Alien: Earth          | Curly         | Elenco principal              |